# Простір зсуву
Розглядаються у символьній динаміці та пов'язаних з нею галузях математики. Простори зсуву  визначаються множиною нескінченних слів, що представляє розвиток дискретних систем. Насправді, простори зсуву та символьні динамічні системи  часто розглядаються як синоніми.

## Позначення
Нехай  це скінченний алфавіт. Нескінченним  (відповідно двобічним нескінченним) словом над  називатимемо послідовність {\displaystyle \mathbf {x} =(x_{n})_{n\in M}}, де {\displaystyle M=\mathbb {N} } (або відповідно {\displaystyle M=\mathbb {Z} } ) і {\displaystyle x_{n}} із для довільного цілого п. 
Оператор зсуву {\displaystyle \sigma } діє на нескінченному або в два боки нескінченному слові, зсуваючи всі символи на одну позицію ліворуч, тобто
{\displaystyle (\sigma (\mathbf {x} ))(n)=x_{n+1}} для всіх п.
Надалі покладімо {\displaystyle M=\mathbb {N} }, тобто розглядатимемо однобічно нескінченні слова, хоча всі означення природно узагальнюються і на випадок нескінченних в два боки слів.

## Означення
Множину нескінченних слів над називатимемо простором зсуву,  якщо вона замкнена щодо  природної добуткової топології над  {\displaystyle A^{\mathbb {N} }} і інваріантна щодо зсувів. Таким чином, множина {\displaystyle S\subseteq A^{\mathbb {N} }} є простором зсуву тоді і лише тоді, якщо
1. для будь-якої збіжної послідовності (поточково) {\displaystyle (\mathbf {x} _{k})_{k\geq 0}} з елементів S,  границя {\displaystyle \lim _{k\to \infty }\mathbf {x} _{k}} також належить S  і
2. {\displaystyle \sigma (S)=S} .

Простір зсуву  іноді позначається як {\displaystyle (S,\sigma )}, щоб підкреслити важливість оператора зсуву.
Деякими авторами  використовується термін підзсув, яким позначають довільну множину нескінченних слів, інваріантну щодо зсуву, залишаючи назву "простір зсуву " для тих множини, що є замкненими.

## Критерій та софічні підзсуви
S  як підмножина {\displaystyle A^{\mathbb {N} }} є простором зсуву тоді й лише тоді, коли існує множина скінченних заборонених слів F  така, що S  збігається з множиною всіх нескінченних слів, до яких як підслово не входить жодне з F.
Якщо X  є регулярною мовою, відповідний підзсув називається софічним.  Зокрема, якщо X  є скінченним, то S  називається підзсувом скінченного типу.

## Приклади
Тривіальним прикладом простору зсуву (скінченного типу) є повний зсув {\displaystyle A^{\mathbb {N} }} .
Покладімо {\displaystyle A=\{a,b\}} . Множина всіх нескінченних слів, що містять в собі щонабільше один символ b  є софічним підзсувом, нескінченного типу.